# Cordova (Cebu)
Cordova è una municipalità di quarta classe delle Filippine, situata nella Provincia di Cebu, nella Regione del Visayas Centrale.
Cordova è formata da 13 baranggay:
- Alegria
- Bangbang
- Buagsong
- Catarman
- Cogon
- Dapitan
- Day-as
- Gabi
- Gilutongan
- Ibabao
- Pilipog
- Poblacion
- San Miguel